# San Leonardo (Nueva Ecija)
San Leonardo is een gemeente in de Filipijnse provincie Nueva Ecija op het eiland Luzon. Bij de laatste census in 2007 had de gemeente bijna 55 duizend inwoners.

## Geografie

### Bestuurlijke indeling
San Leonardo is onderverdeeld in de volgende 15 barangays:
| - Bonifacio District - Burgos District - Castellano - Diversion - Magpapalayoc - Mallorca - Mambangnan - Nieves | - Rizal District - San Anton - San Bartolome - San Roque - Tabuating - Tagumpay - Tambo Adorable |

## Demografie
San Leonardo had bij de census van 2007 een inwoneraantal van 54.596 mensen. Dit zijn 4.118 mensen (8,2%) meer dan bij de vorige census van 2000. De gemiddelde jaarlijkse groei komt daarmee uit op 1,09%, hetgeen lager is dan het landelijk jaarlijks gemiddelde over deze periode (2,04%). Vergeleken met de census van 1995 is het aantal mensen met 8.051 (17,3%) toegenomen.

De bevolkingsdichtheid van San Leonardo was ten tijde van de laatste census, met 54.596 inwoners op 151 km², 308,2 mensen per km².